# Тот, Кароль
Кароль Тот (словац. Karol Tóth; 2 октября 1932, Братислава — 9 июля 2007, Братислава) — словацкий артист балета и балетмейстер.
С 1951 г. выступал на сцене братиславского Национального театра. В 1956—1960 гг. учился в Москве на балетмейстерском отделении Государственного института театрального искусства (педагог Леонид Лавровский). Женился на своей однокурснице-румынке Марилене Протяса и вместе с женой вернулся в Братиславу, танцевал до 1972 года. В 1958 г., ещё студентом ГИТИСа, дебютировал на сцене Национального театра как хореограф («Фадетта» Лео Делиба), в 1961 г. занял в театре должность художественного руководителя балетной труппы и находился на этом посту до 1972 г., а затем повторно в 1980—1989 гг. Среди постановок — «Тропою грома» Кара Караева (1961), «Скифская сюита» Сергея Прокофьева и «Весна священная» Игоря Стравинского (оба 1964), «Дон Кихот» Людвига Минкуса (1970), многие балетные сочинения словацких композиторов. Преподавал в Братиславе, а также в Чехии, Хорватии, Исландии.